# Glyphomitrium acutifolium
Glyphomitrium acutifolium là một loài rêu trong họ Ptychomitriaceae. Loài này được (Hook. & Wilson) Mitt. mô tả khoa học đầu tiên năm 1859.